# Кровоспинні засоби
Кровоспинні засоби (гемостатичні препарати, коагулянти, антигеморагічні препарати, жаргонізм: гемостатики) — ліки та інші фактори, які пришвидшують природну здатність крові згортатись.

## Класифікація
- Гемостатичні препарати
- Інгібітори фібринолізу:
  - амінокислоти
  - інгібітори протеїназ крові
- Коагулянти (синтетичні, природні(рослинні, тваринні))
- Інші гемостатичні засоби для системного застосування

За місцем застосування:
- загальні
- місцеві:
  - вазокнстріктори (судиннозвужувальні)
  - активатори агрегації тромбоцитів

### Фармакологічний код АТС
Засоби, що впливають на систему крові та гемопоез — B
- Антигеморагічні засоби — B02
  - B02A ІНГІБІТОРИ ФІБРИНОЛІЗУ
    - B02AA Амінокислоти
      - A01 Амінокапронова кислота
      - A02 Транексамова кислота
      - A03 Амінометилбензойна кислота

    - B02AB Інгібітори протеїназ
      - B01 Апротинін
      - B02 Альфа-1-антитрипсин
      - B04 Кемостат
      - B05 Улінастатин[2]

  - B02B ВІТАМІН К ТА ІНШІ ГЕМОСТАТИЧНІ ЗАСОБИ[3]
    - B02BA Вітамін К
    - B02BB Фібриноген
    - B02BC Місцеві гемостатики
    - B02BD Фактори згортання крові
    - B02BX Інші системні гемостатики[4]
      - X01 Етамзилат
      - X02 carbazochrome
      - X03 batroxobin
      - X04 romiplostim
      - X05 eltrombopag
      - X06 emicizumab
      - X07 lusutrombopag
      - X08 avatrombopag
      - X09 fostamatinib[5]

## Перелік
- Транексамова кислота
- Амінокапронова кислота[6] (№306)[7]
- Етамзилат
- Дицинон
- Кемостат[8]
- Апротинін[6] (№46,346)[7][9]
- Тромбоксан
- Ельтромбопаг (РЕВОЛАД)
- Параамінометилбензойна[6] (№322)[7], амінометилбензойна кислота (aminomethylbenzoic acid)
- Заліза поліакрилат (феракрил)
- Протамін (протаміну сульфат)
- Кальцій (Кальцію хлорид, Глюконат кальцію)
- Група вітаміну К (Вікасол, Менадіон)
- Перекис водню
- Гемостатична губка (плазма з донорської крові з утвореним фібриновим згустком)
- Хітозан[10]

- Екстракт водяного перцю
- Екстракт листя кропиви

- Кріопреципітат[11]
- Свіжоконсервована кров
- Фібриноген
- Тромбін
- Тромбоцитарна маса, «свіжі тромбоцити»
- Плазма крові
- Рекомбінантний тромбопоетин
- Протромбіновий комплекс людини
- Мороктоког альфа (VIII рекомбінантний)
- Нонаког альфа (NONACOGUM ALFA, IX)
- Туроктоког альфа (TUROCTOCOGUM ALFA, VIII)